# Eleb
ELEB ou ELEB Equipamentos Ltda é uma empresa brasileira do setor aeronáutico, controlada pela Embraer, que desenvolve e produz equipamentos para aeronaves de médio e grande porte comerciais, executivas, de defesa e helicópteros.
A ELEB participa do ciclo completo dos equipamentos, desde sua concepção e desenvolvimento, passando pelos testes, certificação, manufatura até o suporte pós-venda.
Está localizada na cidade de São José dos Campos, estado de  São Paulo.

## História

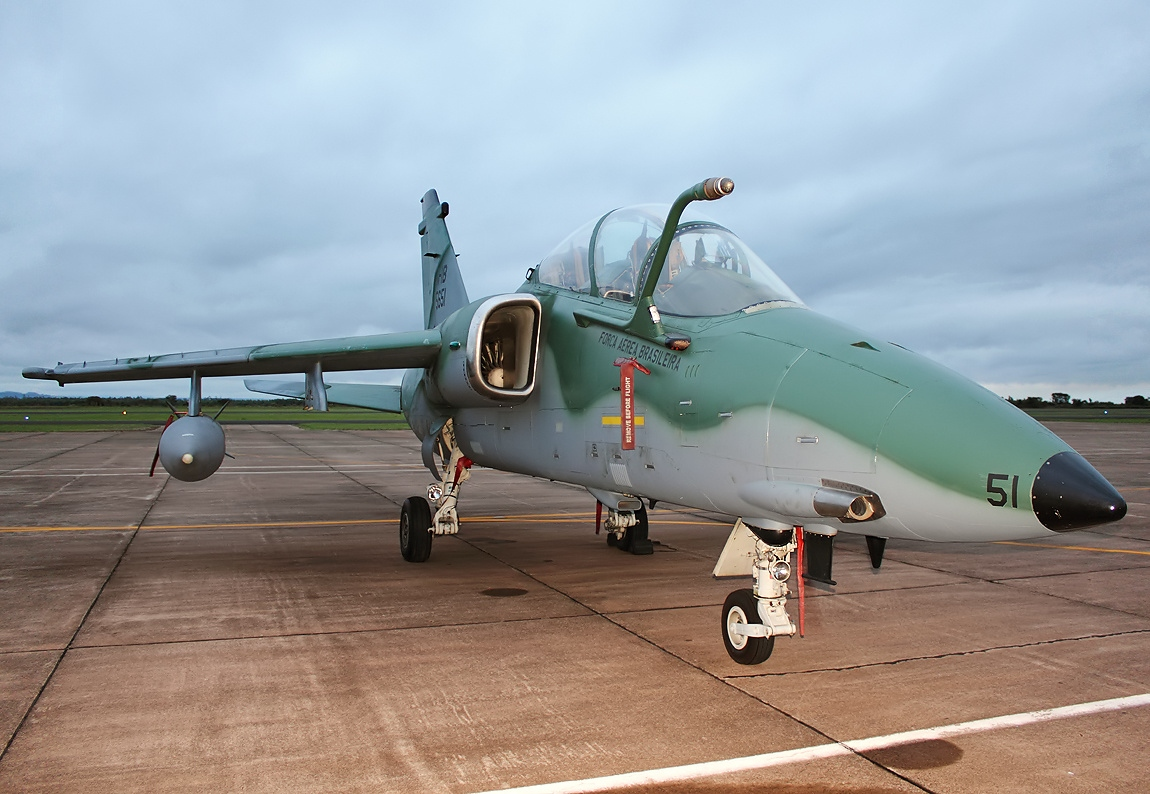
O trem de pouso do AMX foi produzido pela ELEB (então EDE)

No final da década de 1970, Brasil e Itália decidiram desenvolver em conjunto um novo programa militar para a produção de um caça-bombardeiro tático denominado AMX. O governo brasileiro decidiu que o programa deveria também trazer para o país o know-how associado à tecnologia de desenvolvimento e produção dos conjuntos e componentes da aeronave que seriam de fornecimento brasileiro, tais como trens de pouso, válvulas direcionais, atuadores hidráulicos e outros. A responsabilidade de trazer esse tipo de tecnologia para o Brasil foi dada à Embraer, que por sua vez criou a Embraer Divisão Equipamentos (EDE), em 21 de fevereiro de 1984.(pg.36) (pg.36) 

## Crescimento internacional

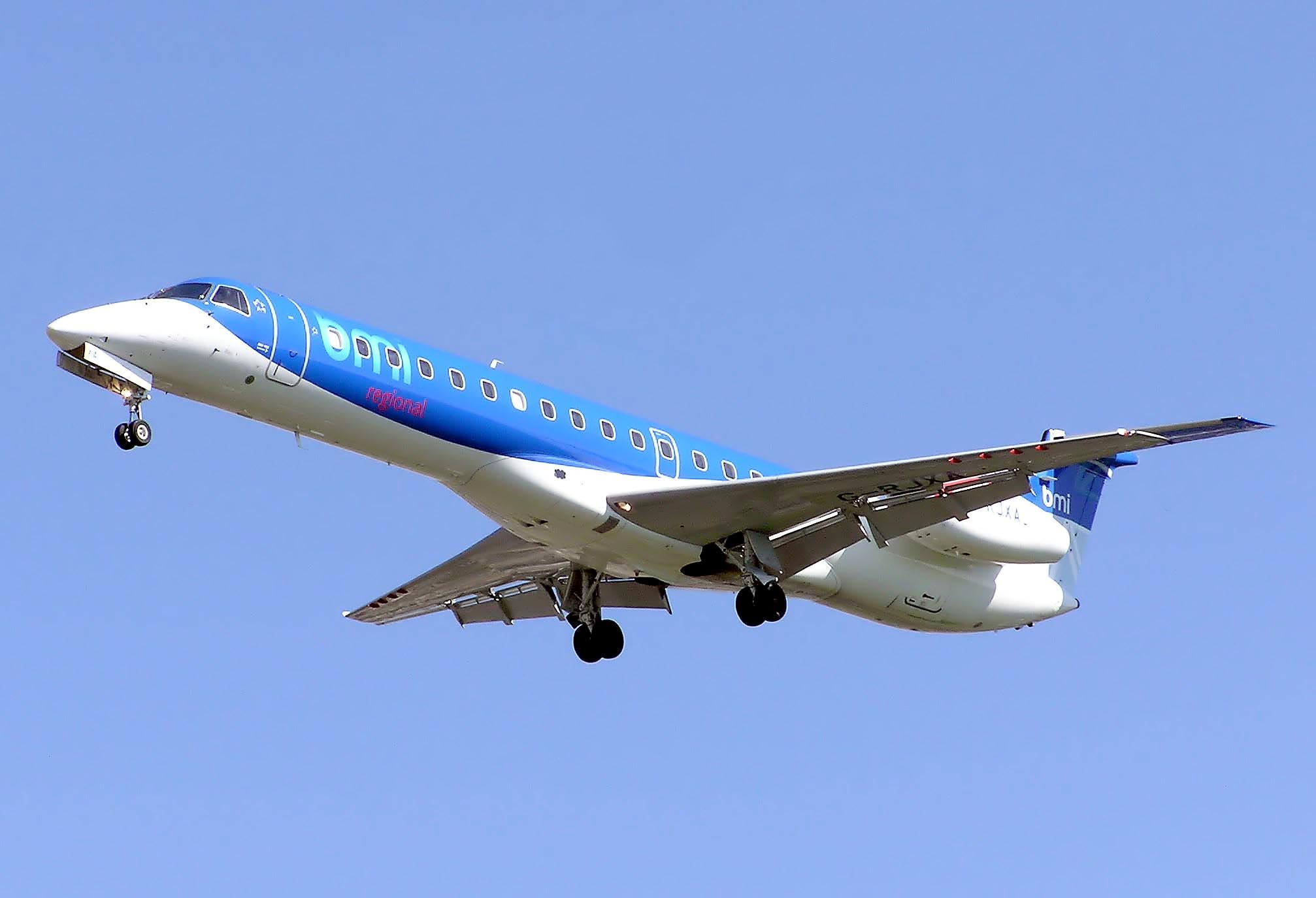
O trem de pouso principal do ERJ-145 foi desenvolvido e produzido pela ELEB

Anos mais tarde, em 1999, a criação de uma joint venture entre a Embraer e a empresa europeia Liebherr Aerospace SAS, transformou a EDE em uma empresa denominada Embraer Liebherr Equipamentos do Brasil S.A., da qual a Embraer detinha 60% do controle acionário e a Liebherr os demais 40%.
Essa parceria surgiu da relação que as duas companhias estabeleceram no desenvolvimento do ERJ-145, jato regional para 50 passageiros. Nesse programa, a EDE encarregou-se do desenvolvimento e fornecimento do trem de pouso principal, enquanto o equipamento auxiliar – trem de "nariz" – seria de responsabilidade da Liebherr. Neste período, a empresa passou por uma fase de grandes investimentos e a entrada em diversos novos negócios no mercado internacional, conquistando importantes clientes nos EUA, Europa e Ásia.(pg.104) 

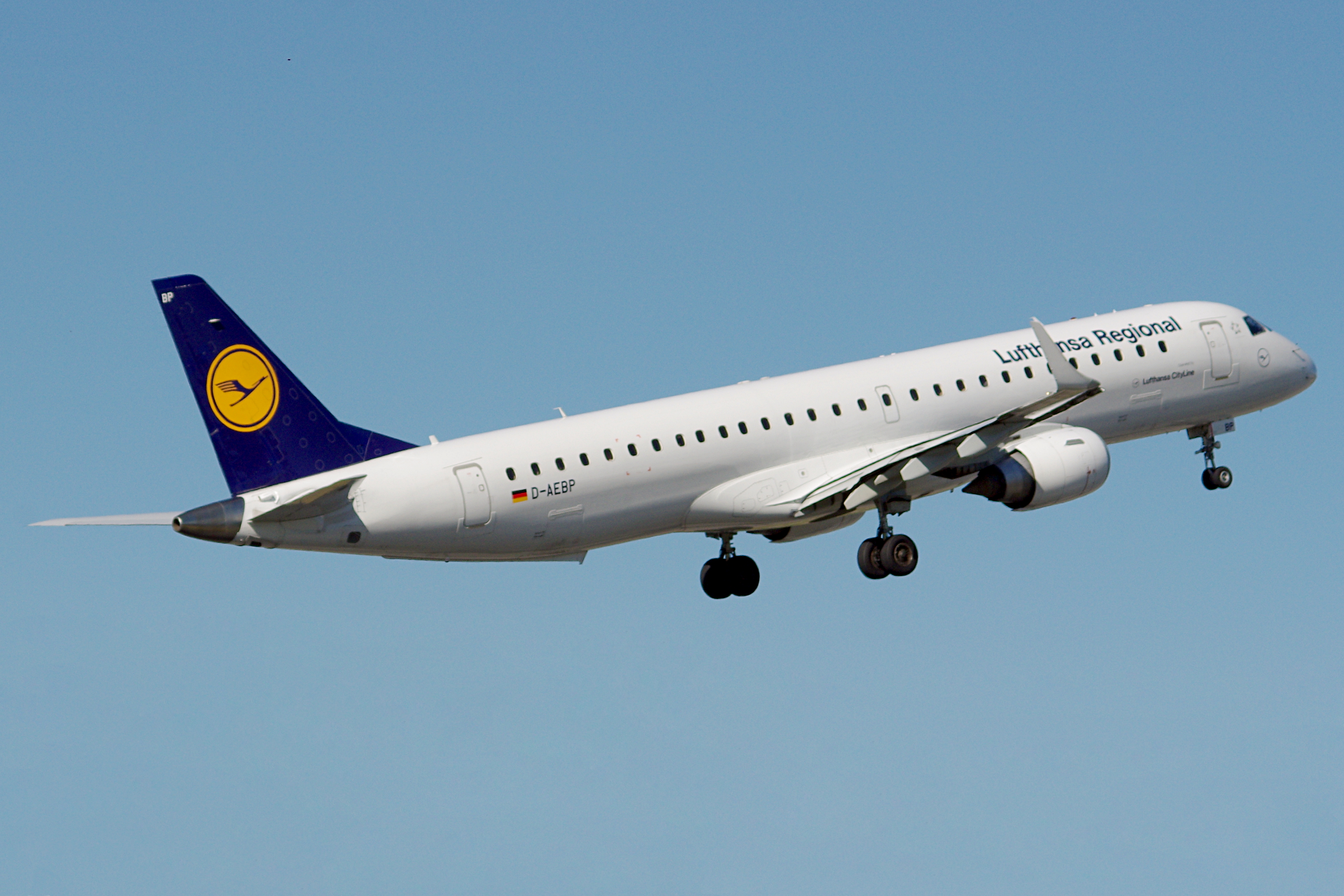
O trem de pouso do E-Jet 195 foi desenvolvido e produzido pela ELEB

Já no caso das aeronaves Embraer 170 e Embraer 190, o desenvolvimento e a produção do trem de pouso principal ficaram a cargo da Liebherr, que exportava o equipamento para o Brasil. O desenvolvimento e a fabricação do equipamento auxiliar – trem de "nariz" – seriam da responsabilidade da ELEB. Nesse processo, a tecnologia para desenvolvimento de trens de pouso auxiliares foi transferida para a ELEB, que passou a fornecer os trens auxiliares também para o ERJ 145. A joint venture foi uma solução frutífera em termos de diversificação e abertura de mercados internacionais para a antiga EDE.(pg.105) 
Em 2008, os 40% de participação da Liebherr foram adquiridos pela Embraer e a empresa passou a ser denominada ELEB Equipamentos Ltda.

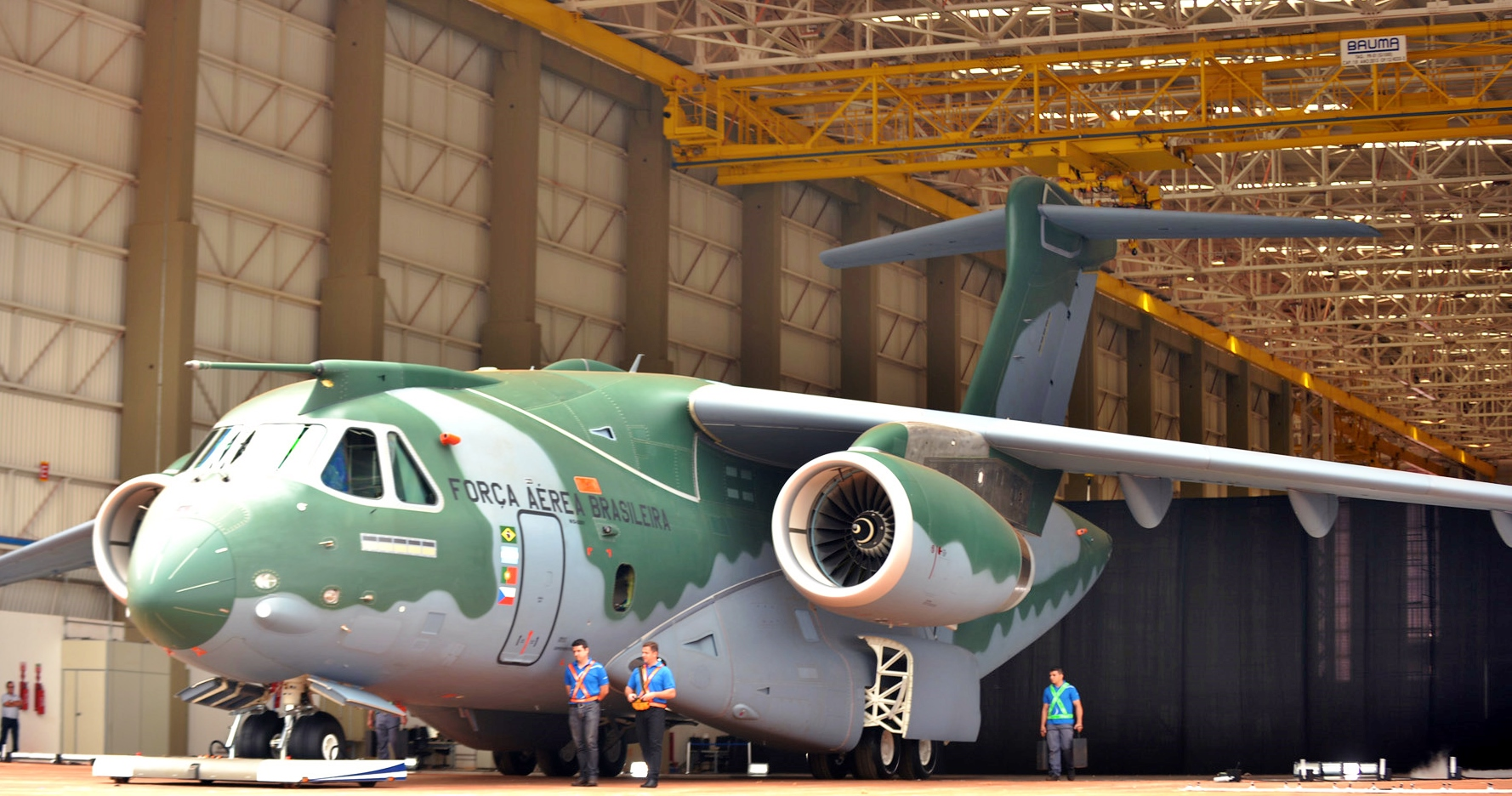
O trem de pouso do KC-390 foi desenvolvido e produzido pela ELEB

Em 2014, a ELEB atingiu US$ 100 milhões de faturamento, sendo 40% em exportações e em janeiro de 2016 estava entre as três principais fabricantes mundiais de trens de pouso, junto com a americana  Goodrich Corporation e a francesa Messier Dowty [en]. Entre 2014 e 2016, a empresa recebeu um investimento de US$ 10 milhões para a capacitação e desenvolvimento dos trens de pouso do KC-390 e da família de E-Jets E-2, que passaram a utilizar em grande parte, titânio e aço, em substituição ao alumínio. Além do KC-390, E-Jets, Legacy e Super Tucano, a ELEB também fornece o sistema completo do trem de pouso do helicóptero S-92 da americana Sikorsky.

## Reestruturação societária
Em dezembro de 2007, os controladores da ELEB entraram em negociação, tendo como objetivo a aquisição, pela Embraer, dos 40% do capital da empresa pertencentes à Liebherr Aerospace SAS. O negócio foi concluído em julho de 2008, ocasião em que a Embraer passou a deter a totalidade das ações da ELEB. As atividades operacionais da empresa permaneceram inalteradas após a mudança no controle acionário, porém a razão social da empresa foi alterada para ELEB Equipamentos Ltda., de modo a refletir a nova estrutura societária.

## Produtos
A ELEB desenvolve e produz uma diversificada gama de produtos para aplicação aeronáutica, como trens de pouso, atuadores hidráulicos, válvulas eletro-hidráulicas, reservatórios hidráulicos, pilones, entre outros. Esses equipamentos são utilizados tanto pela linha de aeronaves da Embraer quanto por aeronaves de outros fabricantes do exterior.
Em abril de 2011, a ELEB foi selecionada pela Embraer para o desenvolvimento e produção dos trens de pouso do jato de transporte militar KC 390.

## Tecnologia
A empresa participa de programas mundiais na área aeroespacial, fornecendo sistemas integrados para a família de jatos comerciais Embraer E-Jets e E-Jets E2, jatos regionais ERJ, jatos executivos Legacy e Phenom 100/300, aviões de treinamento e ataque leve Tucano e Super Tucano, caça-bombardeiro AM-X, helicópteros Sikorsky S-92/H-92, Airbus A330 e Airbus A340 entre outros programas. Para o projeto e desenvolvimento de seus produtos, utiliza sistemas de última geração para análise e simulação. Possui também instalações de laboratórios de ensaios mecânicos, químicos, eletro-eletrônicos, hidráulico, ensaios não destrutivos e de testes de desenvolvimento.
Em 2004, com um financiamento do FINEP, foram investidos US$ 17 milhões em modernização tecnológica da ELEB, sendo US$ 2 milhões na implantação de um equipamento de testes de "queda livre" de trens de pouso, que simula as condições mais críticas de aterrissagem da aeronave, ensaio essencial nos processos de certificação. O equipamento, com dezessete metros de altura e cem toneladas de peso, tem capacidade para testar a resistência de trens de pouso de aeronaves com até 150 toneladas.
Para atender a demanda dos trens de pouso para o cargueiro C-390 Millennium e para os E190-E2, que utilizam peças de aço e titânio de maiores dimensões, foi iniciada em 2017 a ampliação da unidade da Eleb em Taubaté, com a implantação de um centro de usinagem de grande porte.

## Certificações
Histórico de certificações:
- AS 9100[14]
- NBR 15100[15]
- ISO 9001-2008[16]
- ISO 14001
- RBHA 21[17] (semelhante a FAR/EASA 21) [18]
- RBAC 145[nota 3] (semelhante à FAR/EASA 145) [23]
- Normas específicas de clientes e das Forças Armadas do Brasil.